# ナクチュ駅
ナクチュ駅 (中国語: 那曲站、チベット語: ནག་ཆུ།་འབབ་ཚུགས་）は中華人民共和国チベット自治区ナクチュ市セニ区に位置する青蔵鉄道(青蔵線)の駅である。青蔵鉄路集団公司が運営している。

## 沿革

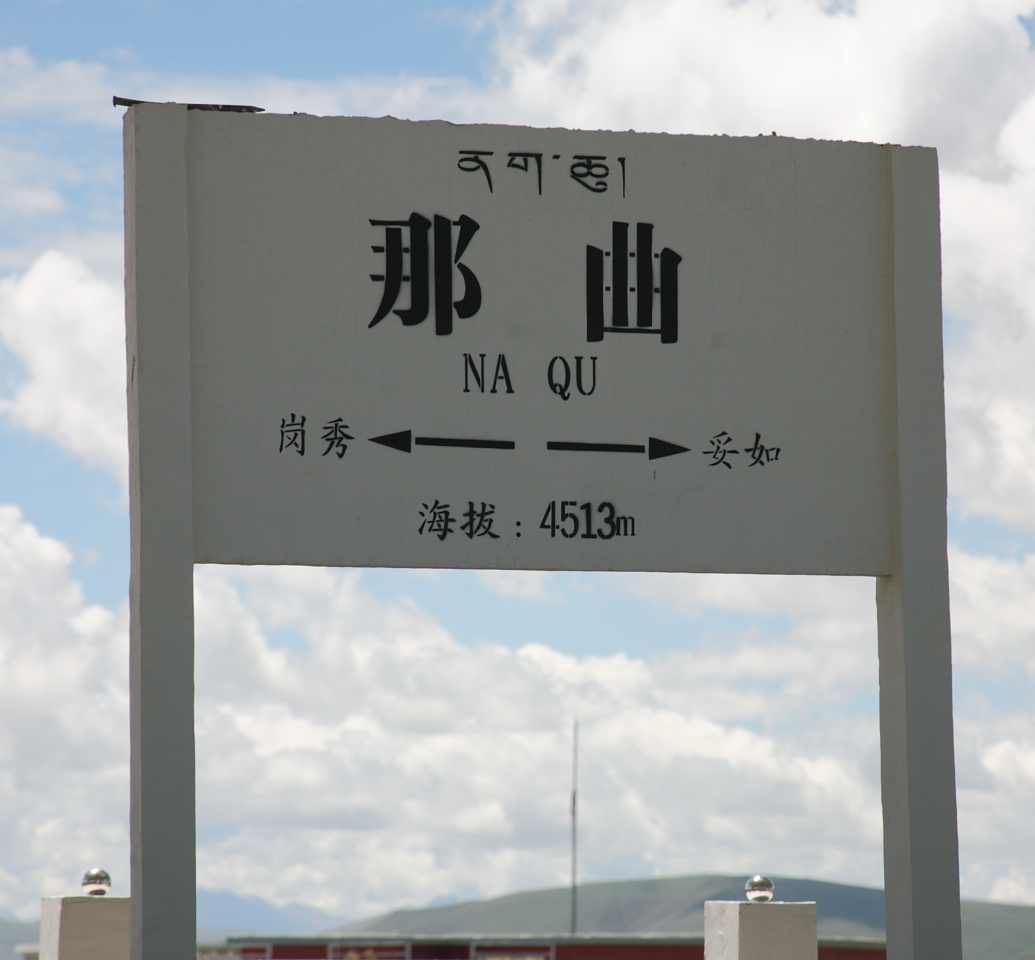
ナクチュ駅の駅名標

- 2006年7月1日：開業[2]。

## 隣の駅
中国鉄路総公司
青蔵線
崗秀駅 - ナクチュ駅 - 羅瑪駅